# Симонов, Алексей Кириллович
Алексе́й Кири́ллович (Константи́нович) Си́монов (род. 8 августа 1939, Москва) — советский и российский кинорежиссёр, писатель, переводчик, правозащитник, журналист, педагог. С 1996 года президент Фонда защиты гласности. Член Совета при президенте Российской Федерации по содействию развитию институтов гражданского общества и правам человека до 2012 года.

## Биография
Родился в Москве в семье писателя Константина Симонова и Евгении Ласкиной (1915—1991), литературного редактора. Двоюродный брат матери — писатель Борис Ласкин.
В 1956 году окончил первую английскую спецшколу с серебряной медалью.
Работал лаборантом геологической экспедиции в Якутии. В период 1958—1964 годов учился в Институте восточных языков при МГУ (индонезийское отделение), в 1963—1964 годах был переводчиком в советском посольстве в Джакарте.
С 1964 года работал редактором в издательстве «Художественная литература». В 1968—1970 годах учился на Высших курсах сценаристов и режиссёров (кинорежиссура) и по окончании стал режиссёром в телевизионном объединении Центрального телевидения «Экран».
В сентябре 1979 года исполнил последнюю волю своего отца и втайне от властей вместе с ближайшими родственниками развеял прах Константина Симонова над Буйничским полем под Могилёвом. На этом поле в июле 1941 года Симонов-старший стал свидетелем отражения обороняющимися советскими войсками танковой атаки противника, о чём написал в романе «Живые и мёртвые» и дневнике «Разные дни войны».
В 1991—1995 годах преподавал в Институте кинематографии.
Автор литературных переводов произведений Ирвина Шоу («Тогда нас было трое», «Солнечные берега реки Леты»), Артура Миллера, Джойс Кэррол Оутс, Юджина О’Нила, африканских и индонезийских поэтов.
Многочисленные рецензии и статьи А. Симонова публиковались в периодической печати: «Известия», «Культура», «Московские новости», «Московский комсомолец», «Искусство кино», «Москва», «Огонёк», «Экран», «Юность», «Journal of Democracy» (США), «Index on Censorship» (Великобритания) и других.
С 1991 года — председатель правления, с 1996 года — президент Фонда защиты гласности.
В 1993 году был членом Конституционного совещания Российской Федерации и членом Третейского суда по информационным спорам.
С 1998 года — член Московской Хельсинкской группы. Был членом Совета при Президенте Российской Федерации по содействию развитию институтов гражданского общества и правам человека.
C 2001 — председатель жюри премии имени Андрея Сахарова «За журналистику как поступок».
Член Союза кинематографистов СССР (Московское отделение).

## Семья
Первая жена (с 1968 по 1972 год) — Ольга Павловна Бган (1936—1977), актриса.
- Сын — Евгений Алексеевич Симонов (род. 1968), учился на биологическом факультете МГУ, окончил магистратуру Йельского университета и докторантуру Северо-восточного лесного университета (КНР), где получил степень «доктор охраны природы»; эколог, координатор международной общественной организации «Реки без границ», куда входят неправительственные организации из России, Китая, Монголии и США[3]. С середины 2000-х жил в Китае и Москве[4]; В данное время проживает с семьёй в Австралии. Женат на Светлане Симоновой (род. 1983).
  - Внук — Даниил Евгеньевич Симонов (род. 2009),
  - Внучка — Мария Евгеньевна Симонова (род. 2012)

Вторая жена — Галина Николаевна Щепетнова (род. 1958), советская и российская актриса театра и кино, заслуженная артистка России, служила актрисой Московского театра имени Гоголя. Ушла из актёрской профессии. Работала директором газеты «Дух христианина».
- Сын — Кирилл Алексеевич Симонов (1983—2002). 31 марта 2002 года при невыясненных обстоятельствах он выпал из окна одиннадцатого этажа и погиб[8].

## Общественная позиция
В 2001 году подписал письмо в защиту телеканала НТВ.
27 марта 2013 года, после резонансного конфликта газеты «Московский комсомолец» с Госдумой РФ из-за опубликованной в «МК» статьи Георгия Янса «Политическая проституция сменила пол», на съезде Союза журналистов Москвы в качестве президента Фонда защиты гласности выступил в поддержку журналистов издания и главного редактора «МК» П. Гусева.
В марте 2014 года вместе с рядом других деятелей науки и культуры выразил своё несогласие с внешней политикой России относительно Украины.
В мае 2018 года подписал обращения в поддержку Олега Сенцова и в ноябре 2019-го — в поддержку Гасана Гусейнова.

## Фильмография

### Документальные фильмы
- 1970 — Монолог
- 1971 — Спасибо сердце
- 1975 — Военные сороковые
- 1975 — Как сердцу высказать себя
- 1975 — Споёмте, друзья
- 1977 — Композитор Кара Караев
- 1978 — Мастерская
- 1981 — Мир Улановой (совместно с В. Васильевым)
- 1981 — Посвящение
- 1985 — Прощай, старый цирк

### Художественные фильмы
- 1970 — Вместо эпилога (совместно с В. Зобиным)
- 1976 — Обыкновенная Арктика
- 1979 — Вернёмся осенью
- 1984 — Отряд[комм. 1]
- 1986 — Мой нежно любимый детектив
- 1989 — Процесс

## Избранная публицистика
- «Кто» и «за что»? // Научно-культурологический журнал Relga : сетевой журнал. — 2006. — 21 ноября (№ 21 (143)).

## Награды
- благодарность Президента Российской Федерации (30 апреля 2008) — за большой вклад в развитие институтов гражданского общества и обеспечение защиты прав и свобод человека и гражданина[14];
- лауреат фестивалей телевизионных фильмов в Грузии, Югославии и Болгарии[источник не указан 988 дней].

## Комментарии
1. ↑  На XVIII Всесоюзном кинофестивале 1985 года в Минске фильм «Отряд» получил главный специальный приз — за отражение темы Великой Отечественной войны[13].